# Ministro da Coroa
Ministro da Coroa (em inglês: Minister of the Crown) é o termo comum utilizado nos Reinos da Comunidade das Nações para descrever um dos ministros do Governo do Reino Unido que atuam como representantes da Coroa nestes países.